# David Wetherall
David Wetherall, född 14 mars 1971 i Sheffield, England, är en engelsk före detta professionell fotbollsspelare och manager. 
Wetherall började sin fotbollskarriär i Sheffield Wednesday men är mest ihågkommen som en framgångsrik mittback i Leeds United och Bradford City. Han spelade 250 matcher och gjorde 18 mål i Leeds mellan 1991 och 1999, varav 202 ligamatcher och 12 ligamål samt 304 ligamatcher och 18 ligamål i Bradford City mellan 1999 och 2008.
Han har dessutom varit tillförordnad manager för Bradford City 2003 och 2007.